# رون يتس
رون يتس (بالإنجليزية: Ron Yeats) (15 نوفمبر 1937 - 6 سبتمبر 2024)، هو مدرب كرة قدم ولاعب كرة قدم بريطاني، ولد في 15 نوفمبر 1937 في أبردين في المملكة المتحدة. شارك مع منتخب اسكتلندا لكرة القدم. أما مع النوادي، فقد لعب مع دندي يونايتد ونادي بارو ونادي ترانمير روفرز لكرة القدم ونادي ريل ونادي ستاليبريدج سيلتيك ونادي ليفربول.

## الوفاة
توفي رون يتس في 6 سبتمبر 2024 عن عمر ناهز السادسة والثمانين.

## وصلات خارجية
- رون يتس على موقع الاتحاد الأوربي (الإنجليزية)
- رون يتس على موقع الاتحاد الإسكتلندي (الإنجليزية)
- رون يتس على موقع قاعدة بيانات كرة القدم.إي يو (الإنجليزية)
- رون يتس على موقع ناشيونال فوتبول تيمز (الإنجليزية)
- رون يتس على موقع عالم كرة القدم.نت (الإنجليزية)